# 前田勝敏
前田 勝敏（まえだ かつとし、1945年5月7日 - ）は、日本の実業家。ホーマック（後のDCMホーマック）元会長兼社長・DCM Japanホールディングス（後のDCMホールディングス）初代社長・DCM Japan初代社長。北海道釧路市出身。

## 人物
ホーマック初のプロパー社長で、カーマ（後のDCMカーマ）・ダイキ（後のDCMダイキ）との経営統合による持株会社・DCM Japanホールディングス（後のDCMホールディングス）の初代社長となった。
しかし、DJHDの社長就任後、ホーマックの取引先やホーマック関連会社役員によるインサイダー事件が発生し、久田宗弘副社長（当時、カーマとDCM Japanの2社の社長を兼任）を後継に指名し、DJHDの社長を引責辞任した。
その後、同年に、株式会社未来流通研究所を立ち上げ、同社代表取締役。

## 略歴
- 1969年3月 - 立教大学経済学部経営学科卒業
- 1970年2月 - 石黒商店（現・DCMホーマック）入社
- 1984年3月 - 同社取締役
- 1991年5月 - 石黒ホーマ（現・DCMホーマック）常務取締役
- 1993年2月 - 同社専務取締役
- 1995年8月 - ホーマック（現・DCMホーマック）代表取締役専務
- 1999年5月 - ホーマック代表取締役社長
- 2001年
  - 6月 - ノーステックテレコム取締役
  - 8月 - ゲット取締役
- 2002年3月 - ダイレックス取締役
- 2003年5月 - DCM Japan（後のDCMジャパン）代表取締役社長
- 2005年
  - 2月 - ホーマック代表取締役会長兼社長
  - 8月 - ホーマック代表取締役会長
- 2006年
  - 3月 - DCM Japan取締役
  - 9月 - DCM Japanホールディングス（現・DCMホールディングス）代表取締役社長
- 2007年
  - 5月 - DJHD社長を辞職（ノーステックテレコム取締役等も辞職）
  - - 株式会社未来流通研究所を立ち上げ代表取締役に就任